# Surinam na Letních olympijských hrách 1988
Surinam se účastnil Letní olympiády 1988 v jihokorejském Soulu. Zastupovalo ho 6 sportovců (4 muži a 2 ženy) ve 4 sportech.

## Medailisté
| Medaile | Jméno         | Sport   | Soutěž             |
| ------- | ------------- | ------- | ------------------ |
| Zlato   | Anthony Nesty | Plavání | muži 100 m motýlek |